# Персийска градина
Персийска градина е название на парковото изкуство, възникнало в Древна Персия и оказало влияние върху градинската архитектура по света.
Стилът на персийските градини е характерен за дворцовите комплекси. Той получава широко разпространение и се проследява на територия от Испания до Западна Индия. Най-известните образци на този парков стил са дворцовите градини на Алхамбра в Андалусия и на Тадж Махал в Индия. В Иран са запазени девет исторически градини с такава архитектура. През 2011 г. те са включени в списъка на ЮНЕСКО за световното културно наследство.

## Концепция и етимология
От времето на династията на Ахеменидите идеята за градината като земен рай се разпространява чрез персийската литература и оказва влияние на елинистическите градини на Селевкидите и Птолемеите в Александрия. Древната авестийска дума pairidaēza означава градина, оградена със зид, и отразява концепцията на персийската градина като защитено затворено пространство, което дава възможност за необезпокоено пребиваване и духовна релаксация. Авестийската дума претърпява незначително фонетично изменение, преминавайки през староперсийската paridaida, през гръцката παράδεισος и латинската paradisus и сега в много европейски езици звучи с малки вариации като парадиз, запазвайки първоначалното си значение на божествен рай.

### Елементи на персийската градина
Персийските градини се появяват в страна, която има сух и горещ климат, при който създаването и поддържането им изисква значителни усилия. Те са предмет на специално внимание и грижи и имат не толкова прагматично, колкото духовно значение за персийското общество. През вековете градините се променят, като отразяват влиянието на религиозната, обществената и културната среда, но се запазват техните основни елементи и философското им послание.
Слънчевата светлина е един от елементите на персийските градини. Чрез различни архитектурни решения се постигат светлинни ефекти и игра на слънчеви лъчи.
Сянката е елемент, необходим поради горещия климат. В персийските градините в допълнение към естествената защита на дърветата и перголите има павилиони, беседки и други постройки.
Освен функционално значение за градините водата придобива и естетическа стойност под влияние на зороастрийската философия. Персийските градини са украсени с фонтани, открити канали и водни каскади. Водата както за поливането, така и за декоративните конструкции, се доставя чрез специални съоръжения. Древната система от подземни тунели ганати, които черпят и доставят вода от естествени подземни езера, е техническо постижение, получило световно признание.
Представителните съоръжения, като дворци, мавзолеи и др., също са елемент, присъщ на персийската градина. Вътрешният двор на дворците се свързва с градината чрез арки или отворени тераси. Общата отвореност на постройките служи за съзерцание и по-близък контакт с природата и символизира връзката със заобикалящия свят.

## Видове градини
Архитектурното планиране на персийските градини е съобразено с екстремните климатични условия и е резултат от рационалното прилагане на знания от различни области – управление на водни ресурси и хидротехнически съоръжения, ботаника, архитектура, земеделие. По отношение на стила и функцията се различават няколко вида персийски градини, но разграничението им не е строго и често се съчетават елементи на различните видове. Като цяло историческите персийски градини се отличават със симетрия и строга подреденост. Общото и характерното за тях е правогълната форма, която се разделя чрез прави пътеки или водни потоци на допълнителни четириъгълници, оградени с дървета, храсти и цветни лехи. Приповдигнатите над водните потоци павилиони служат за съзерцаване на движението на водата. Изкуствените езера с разнообразни, но правилни геометрични форми са фокусът на градината. Гладкото водно огледало, в което се отразяват различните обекти на градината – дворците, дърветата и цветята, се използва като артистично решение за създаване на допълнително художествено пространство. Този подход е особено очевиден при двореца Чехел Сутун, (на персийски: چهل ستون), който в превод означава Четиресет колони. Колоните обаче са само двайсет, останалите двайсет са отраженията им в езерото пред двореца.
Функционално градините се делят на частни, обществени и представителни, а тяхната архитектура следва един от стиловете – хайат, мейдан, чахар баг, парк, баг.
Хайат – основното ударение е по-скоро върху естетиката, отколкото на функцията. Особено значение имат различните съоръжения и конструкции, като арки, павилиони и водни площи. Теренът е покрит с чакъл. Насажденията обикновено следват изчистена геометрия – например линия от дървета.
Мейдан – публични градини, при които по-голяма роля играят естествените елементи, отколкото изкуствените конструкции. Тук има много и разнообразна растителност – дървета, храсти, цветни лехи, тревни площи. Чакълестите пътеки водят през зелените площи до воден басейн. Павилиони и други леки постройки се срещат по-рядко.
Чахар баг – градини с представителни функции. Названието в превод означава „четири градини“ и градините от този вид представляват четири квадранта, отделени чрез водни потоци. В тези градини е балансирано съотношението между постройките и зеленината. Растенията обграждат езерата, пътеките и каналите.
Парк – подобно на европейските паркове персийския парк има обществена функция и представлява място за почивка и общуване. Акцентът е върху растителността, пътеките и местата за сядане. Постройки и други конструкции се срещат рядко.
Баг – за разлика от парка тези градини са частни. Те се намират около къщи, като акцентът е върху зеленината, а пътеките и водните потоци са по-скоро функционални, отколкото представителни. Основната им функция е за семейна почивка.

## История

### Ахемениди
Градините са неразделна част от персийската архитектура още по времето на управление на Ахеменидите през 6 век пр.н.е. Данни за тяхното съществуване са открити както в писмените исторически препратки, така и при археологическите разкопки. Следи от градините все още се виждат в древните столици на персийските царе Пасаргад, Персеполис, Суза и др. В Пасаргад са намерени градински основи, оформящи четириъгълник, и канали с каменно ложе. Геометричното планиране на градината се наследява и доразвива в по-късните градински архитектурни стилове.
Построяването на първите градини се приписва на Кир Велики (559 – 530 г. пр.н.е.), който сам ръководил засаждането и оформянето им. Създаването на плодородна градина сред безплодна земя съдържа политически, философски, и религиозен символизъм. Градината пресъздава божествения рай на земята и внушава респект към властта на царя.

### Сасаниди
По време на Сасанидската династия водата под формата на фонтани и водни площи придобива особено значение. Значението на водата като елемент на изкуството нараства под влияние на разпространената по това време зороастрийска религия. През този период градините олицетворяват четирите елемента на зороастризма – небе, земя, вода, растения.

### Средни векове
След завладяването на Персия от арабите и ислямизацията на страната градините се разглеждат като символ на мюсюлманския рай. Ислямската експанзия разширява влиянието на персийската градинска архитектура, като през този период са разпространени градините от вида чахар баг. По-късно, по време на монголското владичество, се засилва ролята на архитектурните украшения в градините. Монголските владетели строят персийските градини като част от дворцовите комплекси в Индия. Запазен пример за тях е Тадж Махал.

### Сефевиди
По време на Сефевидската династия градините продължават своето архитектурно развитие, като придобиват големи размери и се превръщат в значими естетически и функционални елементи на дворцовите комплекси. Градините от този период са най-добре изучени, част от тях са запазени и един от внушителните образци от това време е градинската част в стил мейдан на комплекса Нагш-е Джахан в Исфахан.

## Градините в персийската култура
Като световен културен феномен персийските градини отразяват както естетическите постижения, така и инженерно-техническите умения на древните народи, населявали Персийската империя, и се считат за шедьовър на човешкия гений.  Градините в Персия и съвременен Иран са не просто място за отдих и разходки, но и част от националната култура. Това, което за европейците е даденост – гъсти гори, зелени ливади, пълноводни реки и езера, за иранците – поради географските особености на страната – има култово значение. Градините са мястото, където се провеждат традиционните сезонни празници, свързани с иранската нова година Норуз, древния есенен празник Мехреган и празненствата по повод края на Рамазан.
В персийската литература градината често е сцена на събитията и същевременно поетичен образ, олицетворяващ връзката между човек и природа. Градината се разглежда като символ на хармония и присъства като метафора и алюзия. Поетът Хафез сравнява любимата си със стройния кипарис, а за мистика Руми градината е символ на божествената красота и връзката с бога.
Елементите на градината често се използват в персийското изобразително изкуство. Стилизираните флорални орнаменти са много разпространена форма на декоративното и приложно изкуство. Прочутите персийски килими имитират градината чрез строга симетрия и подреденост на изображенията на цветя и животни, внасяйки красота във всекидневието. Традицията на такива килими има древна история. Съществува легенда за един необикновен килим, наречен Бахарестан (Пролет), който смаял Александър Македонски с размерите и теглото си – 120 х 30 метра и няколко тона. Килимът изобразявал градина с водни потоци, флора и фауна и бил украсен със скъпоценни камъни и втъкани сребърни и златни нишки. Според легендата килимът става плячка на арабските завоеватели, които го нарязват на парчета и разпределят помежду си като трофей.

## Персийски градини от списъка на ЮНЕСКО
1. Градината в Пасаргад, (Шираз)
2. Чехел Сутун, (Исфахан)
3. Градината Фин, (Кашан)
4. Градината Ерам, (Шираз)
5. Градината Шахзаде, (Махан, Керман)
6. Доулат Абад, (Язд)
7. Абасабад, (Абасабад, Мазандаран)
8. Акбарийе, (Южен Хорасан)
9. Пахлеванпур, (Язд) [8]